# Michael's Gambit
"Michael's Gambit"(넷플릭스 제목: 마이클의 한 수)은 미국의 판타지 코미디 텔레비전 시리즈 《굿 플레이스》 첫 번째 시즌의 열세 번째이자 마지막 에피소드이다. 마이클 슈어가 감독과 각본을 맡았으며, 2017년 1월 19일에 NBC에서 처음 방영되었는데, 열두 번째 에피소드인 "Mindy St. Claire"에 이어서 전파를 탔다.
"Michael's Gambit"에서는 배드 플레이스의 빈 자리를 채우기 위해 엘리너, 치디, 타하니, 제이슨 중 두 명이 그곳으로 가야 하는데, 누구를 보낼지 고민하는 과정이 그려진다. 네 사람이 자신들 모두가 동의할 수 있는 조합을 토론하던 중, 엘리너가 굿 플레이스에서 있었던 시간들이 왜 이상했는지 깨닫게 된다. 과거 회상 장면에서 마이클이 어떻게 하면 더 나은 방법으로 사후 세계 마을 설계를 할 수 있을지 고민하는 모습이 나온다.
이 에피소드는 마을이 사실은 굿 플레이스로 위장한 배드 플레이스였다는 반전으로 시청자의 관심을 받았다. 슈어는 이 드라마를 기획하면서 이러한 결말을 기획했지만, 캐스팅 당시의 크리스틴 벨과 테드 댄슨과 몇몇 제작진을 제외하고는 이를 비밀로 유지했다. 첫 방영 당시 393만 명의 시청자를 기록했고, 반전과 테드 댄슨의 연기력이 높은 평가를 받으며 비평가들 사이에서 극찬을 받았다. 이 에피소드를 통해 슈어는 휴고상 최우수 드라마틱 프레젠테이션 부문을 포함해 여러 상에 후보로 이름을 올렸다.

## 줄거리
엘리너(크리스틴 벨)과 제이슨(매니 저신토)가 굿 플레이스로 돌아갈 마감 시한을 간신히 놓치자 , 숀(마크 에번 잭슨)은 엘리너, 제이슨, 치디(윌리엄 잭슨 하퍼), 타하니(자밀라 자밀), 이렇게 네 사람 중 두 명을 배드 플레이스에 데려가야 한다고 하면서 누구를 보낼지 고민하는 데 30분의 시간을 준다. 엘리너는 자신과 제이슨이 굿 플레이스에 실수로 오게 되었으니 둘이서 가야 한다고 의견을 제시한다. 제이슨은 이 제안을 처음에 거부했지만 결국 설득되고 만다. 그렇게 작별 인사를 나누던 도중, '진짜' 엘리너(티야 서카)가 나타나 자신의 소울메이트인 치디가 자신을 사랑하지 않으니 자신이 차라리 배드 플레이스에 가겠다고 선언한다. 이로 인해 네 명은 다시 고민에 빠지게 된다.
숀은 마이클(테드 댄슨)에게 그가 저지른 실수로 인해 곤경에 처하게 될 것이라고 따로 말한다. 이어 과거 회상 장면이 나오며 마이클이 자신의 첫 마을을 처음 설계하면서 자신이 설계자로서 마을을 운영할 더 나은 방법이 있을지 고민하는 모습이 나온다.
네 사람은 여전히 누가 가야 할지 토론을 벌이다가 말다툼을 벌인다. 그러던 중 엘리너는 갑자기 중요한 사실을 깨닫고는 마이클과 숀을 다시 부른다. 엘리너는 지금 자신들이 있는 곳이 이미 배드 플레이스이기 때문에 누구도 절대로 지금까지 말했던 배드 플레이스로 갈 수 없다고 주장한다. 그로 인해 이 마을은 사실 네 사람을 정신적으로 고문하기 위해 설계된 가짜 굿 플레이스였다는 사실이 드러난다. 엘리너는 자신보다 나은 사람들로 둘러싸여 있고, 치디는 엘리너와 제이슨의 비밀로 인해 어떻게 해야 할지 혼란에 빠져 있고, 제이슨은 자신의 정체를 숨겨야 해서 불안해했고, 타하니는 때때로 소외된 기분을 느꼈다. 네 사람 이외의 다른 마을 주민들은 사실 마이클과 함께 일하는 악마들이었다. 이어 나타나는 회상 장면에서 마이클은 악마들 앞에서 네 사람이 자신이 배드 플레이스에 있다는 사실을 깨닫지 못하고 서로를 고문하는 배드 플레이스를 제안하고, 마이클의 상사인 의구심을 표현하는 모습이 나온다.
엘리너는 치디와 타하니같이 겉으로는 좋은 사람으로 보이는 사람들도 어떻게 배드 플레이스로 오게 도었는지 묻는다. 타하니는 생전 자신이 이끌었던 기금 모금 활동이 실은 이기적인 동기에서 비롯되었음을 고백하고, 마이클은 치디의 경우 자신의 엄격함과 우유부단함으로 인해 다른 사람들을 불행하게 만들었다고 설명한다. 네 사람이 공포에 빠져 있을 때, 마이클은 그들의 기억을 지우고 실험을 다시금 시작하겠다고 이야기한다. 마이클이 숀과 대화하기 위해 잠시 나간 사이, 엘리너는 재빨리 쪽지를 써서 재닛(다시 카든)에게 건넨다. 숀은 마이클이 두 번째 실험을 할 수 있게 기회를 허락하지만 이번이 마지막 기회라고 경고한다.
마이클은 네 사람의 기억을 지우고 마을을 재부팅하며, 다시 한 번 사후 세계로 온 엘리너를 맞이하고 그녀의 새로운 '소울메이트'인 크리스 베이커(루크 굴단)을 소개한다. 크리스가 자리를 비운 사이 재닛이 나타나 엘리너에게 쪽지를 건너는데, 거기에는 "엘리너, 치디를 찾아"라고 적혀 있다.

## 제작

### 기획

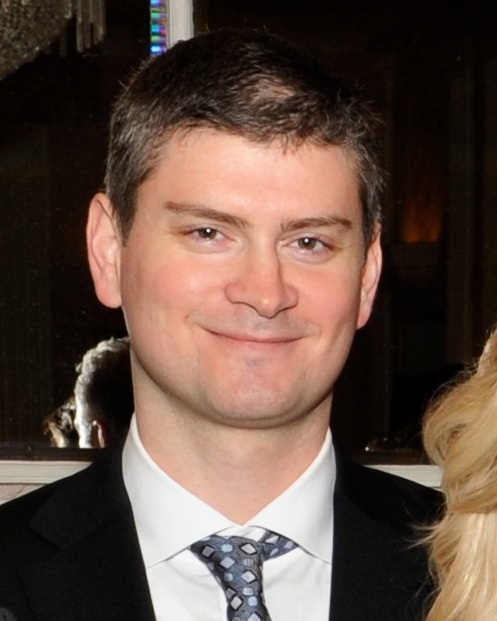
《굿 플레이스》 시리즈 제작자이자 이 에피소드의 각본, 감독을 담당한 마이클 슈어

"Michael's Gambit"의 감독과 각본은 《굿 플레이스》 시리즈의 제작자인 마이클 슈어가 담당했다. 슈어는 이 에피소드를 통해 《굿 플레이스》 시리즈에서 시즌 1 첫 번째 에피소드에 이어 두 번째로 각본을, 첫 번째로 감독을 맡았다.
슈어는 IGN과의 인터뷰에서 《굿 플레이스》를 기획할 당시 그의 표현대로 "시청자들이 무언가에 깊이 몰입하고 궁금증을 느껴 결말이 어떻게 될지 반드시 알아야만 하게 만드는" 작품들인 《로스트》나 《브레이킹 배드》와 같이 클리프행어가 있었던 드라마를 참고했다고 밝혔다. 기획 과정에서 슈어는 《로스트》의 공동 제작자인 데이먼 린들로프와 함께 작업하며 시리즈에 대한 조언과 의견을 구했고, 린델로프는 슈어에게 "실행하기 전에 무엇을 할지 충분히 고민하라."고 조언했다. 그 결과 첫 시즌 전체와 두 번째 시즌의 시작 부분이 미리 계획되었고, 슈어와 작가진은 첫 시즌 제작 과정에서 이 계획에서 크게 벗어나지 않았다. 슈어는 또한 《로스트》에서 플래시백 장면에 대한 아이디어를 얻었는데, 이러한 장면들이 "보통 2개 혹은 3개의 작은 이야기로 구성되어 에피소드 전체에 걸쳐 중간중간 나타나며, 에피소드의 핵심 주제를 반영한다."고 설명했다.
방송사에서는 시즌이 끝난 후 13개의 에피소드로 구성된 시즌 2의 제작을 결정했다.

### 각본
이 에피소드는 드라마가 첫 방영되기 전에 각본이 쓰여지고 촬영이 이루어졌다. 처음에 작가진은 영화 《메멘토》에서 자신의 몸에 메시지를 적었던 것과 같이 엘리너가 기억이 지워진 자기 자신에게 마이클의 계획을 어떻게 알릴 수 있을지 여러 아이디어를 갖고 있었는데, 재닛에게 쪽지를 전달하는 것으로 결론을 내렸다. 엘리너가 마이클의 계획을 알아챈 후 마이클이 보여준 불길한 웃음은 여러 번의 촬영 이후 댄슨이 보여준 즉흥 연기였으며, 이후 다른 장면들과 편집되어 합쳐졌다. 재부팅된 마을에서 마이클의 사무실 안에 있는 가구들이나 엘리너의 집에 있는 광대 그림 같이 많은 디테일이 조금씩 바뀌거나 재배치되었는데, 슈어는 나중에 이를 통해 마이클의 계획이 얼마나 치밀했는지 보여준다고 설명했다.
슈어는 벨과 댄슨을 캐스팅할 당시 이 시즌의 반전 결망에 대해 알려주었는데, 마이클이 계획을 주도하고 엘리너가 이를 알아내는 인물이기 때문에 두 배우의 캐릭터가 무슨 일이 일어날지 아는 것이 중요하다고 생각했다며 "전체 그림을 알려주고 싶었어요. 테드 댄슨에게 '당신이 천사를 연기했으면 좋겠습니다'라고 말한 뒤 4개월 후에 '농담이었어요. 당신은 악마예요'라고 말하는 것은 좀 부적절할 것 같았죠"라고 밝혔다. 슈어는 각본 작업의 일관성과 마지막 에피소드의 준비를 위해 작가들에게도 처음부터 반전을 알려주었지만, 다른 배우들에게는 이 시즌 촬영이 가까워지기 전까지는 전혀 알리지 않았다. 슈어는 나중에 "그들은 몰랐기 때문에 가장 진실되고 현실감 있는 연기를 할 수 있었다."라고 말했다.

## 반응
NBC 측에서는 이전 에피소드들에 대해서는 언론에 미리 공개했지만, "Michael's Gambit"의 경우 반전을 숨기기 위해 첫 방영 전까지 노출을 삼갔다.

### 시청률
"Michael's Gambit"은 2017년 1월 19일에 NBC에서 직전 에피소드인 "Mindy St. Claire" 다음으로 연이어 방영되었다. 미국에서 393만 명의 시청자가 시청했으며, 동 시간대 방영된 프로그램 중에서는 《더 그레잇 인도어》, 《그레이 아나토미》에 이어 시청률 3위를 기록했다. 전주 대비 총 시청자 수가 6% 증가했으며, 10월 이후 가장 높은 시청률을 기록했다. 또한 이 에피소드는 18세~49세 시청자층에서 1.1의 시청률을 기록하며 《더 그레잇 인도어》, 《헬's 키친》에 이어 3위를 차지했다.

### 평가
"Michael's Gambit"은 평론가들 사이에서 극찬을 받았다. 디 A.V. 클럽의 데니스 퍼킨스는 이 에피소드를 두고 "슈어와 마이클의 탁월한 속임수"라고 평하며 A 등급을 매겼다. 또한 이 에피소드에서 댄슨의 연기에 호평하며 "이렇게 열린 드라마틱하고 코믹한 새로운 가능성들을 볼 때, 2시즌 제작은 필수적이다."라고 덧붙였다. 인디와이어의 리즈 섀넌 밀러 또한 A 등급을 부여하며 "치디와 타하니 또한 '굿 플레이스'에 들어갈 수 있을 만큼 충분히 좋은 사람이 아니었다는 반전은 충격적이었지만, 결국 납득이 된다는 사실은 슈어와 작가진이 얼마나 깊이있게 캐릭터들을 발전시켜왔는지를 보여주는 증거였다."라고 평했다. 또한 마지막 시점까지 반전을 숨기기 위한 댄슨의 "의도된 듯 어설픈 연기"를 호평하며, 이 드라마의 시즌 2를 위한 포석이 잘 깔렸다고 보았다. IGN의 에릭 골드먼은 이 에피소드에 10점 만점에 9점을 주며 "굿 플레이스는 이미 매우 재미있고 영리한 코미디였지만, 이 반전으로 인해 드라마의 긴장감이 한층 더 고조되었다."고 평가했다. 골드먼은 이 에피소드에서의 반전을 호평하며 "마이클이 실제로는 악당이었다는 사실이 밝혀진 것이 이 작품을 진정으로 빛나게 만들었다."라고 이야기한 데 이어, 이 에피소드가 얼마나 재미있었는지도 언급하며 인간 캐릭터 사이에 오갔던 토론이 "네 명의 주요 인물들 각자의 독특한 개성을 멋지게 부각시켰다."고 덧붙였다. 벌처의 앨리 페이프는 이 에피소드에 5점 만점에 5점을 주며 반전이 "시즌 내내 보여준 캐릭터들 간의 모든 정서적 관계에 새로운 의미를 더해주는 탁월한 장치였다."라고 평했고, 댄슨에게는 "선한 캐릭터에서 악당으로의 변신을 완벽하게 소화해냈다"며 극찬했다.
《버라이어티》의 모린 라이언은 이 에피소드를 반전이 많았던 드라마 《웨스트월드》와 비교하며 호평했는데, 《굿 플레이스》의 반전은 《웨스트월드》와는 다르게 "이 반전은 쉽게 예측할 수 없는 것이었다. 하지만 설사 누군가가 미리 알아챘다고 해도 상관없었을 것이다. 이 드라마는 그것과 상관 없이도 충분히 재미있었다."고 이야기했다. 또한 이 마지막 에피소드가 "특히 깔끔하고 재미있었으며", "작은 흠들은 신경 쓰이지도 않을 만큼 강력한 흡입력이 있었다"고 덧붙였다. 복스의 캐롤라인 프램크는 반전이 "과감한 시도"였으며, 드라마가 이를 "여유롭고 능숙하게" 해냈다고 평했다. 또한 반전을 알고 난 후 이전 에피소드를 다시 시청하는 것이 마치 《식스 센스》를 다시 보는 것과 같다며, 이전 에피소드의 대사들이 "더 재미있는 의미로 다가온다"고 덧붙였다. 《디 애틀랜틱》의 레니카 크루즈는 코미디와 드라마를 섞은 다른 작품들과는 달리 "굿 플레이스는 분위기만 보면 완전한 시트콤"이지만, "로스트나 웨스트월드처럼 반전이 있고 현실이 진짜인지 의심하게 만드는 드라마와 비슷하다."고 평했으며, 이 반전이 "트루먼 쇼나 닫힌 방처럼 빠져나갈 수 없는 악몽 같은 상황"을 보여주며 "시트콤 특유의 모든 게 제자리로 돌아가는 구조"가 시즌 2의 좋은 발판이 됐다고 평가했다.
일부 평론가들은 이 에피소드와 당시 미국의 정치적인 상황과 연관 짓기도 했다. 페이프는 이 에피소드를 다룬 평론에서 "도널드 트럼프가 대통령이 되는 이 시대를 더할 나위 없이 잘 반영하고 있다. 한 사람이 특별해지고 싶은 욕심과 남들의 부러움을 받고 싶은 욕망 때문에 결국 수많은 사람들이 고통받게 되었고, 그들은 그저 평범한 인간이라는 이유만으로 벌을 받고 있다."고 이야기했다. 《가디언》의 엘런 존스는 2018년 5월의 기사에서 2017년 도널드 트럼프 대통령 취임식 전날에 방영된 이 에피소드가 트럼프에 반대하는 많은 시청자의 공감을 얻었으며, 엘리너가 깨달음을 얻으며 "여기가 배드 플레이스에요!"라고 외친 순간이 진보 성향의 지지자들 사이에서 밈이 되었다고 언급했다. 하지만 존스의 경우 이 드라마가 진보층의 문제점 또한 지적한다면서, 드라마 속 네 주인공이 "보수층이 진보층을 두고 비판하는 지점들을 보여주는데, 타하니의 잘난 체하는 태도, 치디의 우유부단한 이상주의, 제이슨의 현실 무지, 그리고 엘리너의 냉소적인 태도가 바로 그것"이라고 평했다. 슈어는 이 드라마가 트럼프나 오늘날의 미국에 관한 내용이 아니라고 부인했으며, 2016년 대통령 선거가 치러지기 이전부터 드라마 작업을 시작했다고 밝혔다.

### 수상
"Michael's Gambit"은 2018년 휴고상 시상식에서 최우수 드라마틱 프레젠테이션 부문에 후보로 올랐는데, 수상은 《굿 플레이스》 두 번째 시즌의 에피소드인 "The Trolley Problem"에게 돌아갔다. "Michael's Gambit"은 2017년 네뷸러상 시상식에서도 레이 브래드버리 상 최우수 드라마틱 프레젠테이션 부문 후보에 올랐는데, 수상은 《겟 아웃》에게 돌아갔다.